# Cantón de Châtelus-Malvaleix
El cantón de Châtelus-Malvaleix era una división administrativa francesa, que estaba situada en el departamento de Creuse y la región de Limusín.

## Composición
El cantón estaba formado por diez comunas:
- Bétête
- Châtelus-Malvaleix
- Clugnat
- Genouillac
- Jalesches
- La Cellette
- Nouziers
- Roches
- Saint-Dizier-les-Domaines
- Tercillat

## Supresión del cantón de Châtelus-Malvaleix
En aplicación del Decreto nº 2014-161 de 17 de febrero de 2014, el cantón de Châtelus-Malvaleix fue suprimido el 22 de marzo de 2015 y sus 10 comunas pasaron a formar parte; seis del nuevo cantón de Bonnat y cuatro del nuevo cantón de Boussac.